# ダニエル・カール
ダニエル・カール（英: Daniel Kahl、1960年3月30日 - ）は、日本の翻訳家、実業家、タレント。

## 概要
日本で活動するドイツ系アメリカ人である。英語指導主事助手や英語指導主事を経て、翻訳家として活動する。さらに会社経営を手がけるなど実業家としての顔も持ち、のちにタレントとしても活動するようになった。また、「山形弁研究家」という肩書きも名乗っており、流暢な山形弁を話すアメリカ人として人気を集めている。アメリカ合衆国カリフォルニア州モンロビア市出身。

## 来歴
アメリカ人であった彼が日本に興味を持ったきっかけは、消防士であった父と共に出かけたロサンジェルス市内のリトル・トーキョーの見物や、小学生の時に出会った日系アメリカ人の少女に恋心を抱いたことであったという。それからは独学で日本や日本語を学び、日本に対する知識や興味をより高めていった。
ハイスクール入学後は、交換留学生として奈良県五條市にある智辯学園中学・高等学校で1年間を過ごす。大学時代には再来日し、大阪府枚方市にある関西外国語大学で4ヶ月間、その後京都府の二尊院に2ヶ月ホームステイしている。その後更に佐渡島で4ヶ月ほど文弥人形づかいの弟子入りを果たし、その様子は「日本の伝統に挑戦するアメリカ人学生」としてテレビの取材も受けている。カリフォルニア州にあるパシフィック大学を卒業。
大学卒業後は三たび来日し、文部省英語指導主事助手として山形県に赴任する。県内の中学校・高等学校を全て回りながら、3年間英語教育に従事し（山形県教育委員会英語指導主事助手として）、その間に現地の同僚からその後のトレードマークとなる山形弁を教わり、マスター。県内の学校（合わせて210校）を回りながら、ある中学校で英語教師であった日本人の夫人（現在翻訳家）となる女性と出会って、2年の交際を経て結婚した。
その後、教員を退職し、東京でセールスマンを経て翻訳・通訳サービス業務を行う会社を設立する。また会社経営をする一方で、そのキャラクターが受け、マルチタレントとしても活躍するようになった。カールの会社は元々の業務である翻訳サービスだけでなく、カールのタレント業の事務所としても機能している。この事務所には、作家の北方謙三や自動車評論家の徳大寺有恒らも所属していた。
現在ではテレビに出演する際は山形弁がメインなために、場合によっては山形弁しか話せない印象を与えかねないキャラクターだが、実際には学生時代にホームステイの経験もあり、関西弁、佐渡弁などもマスターしており、当然標準語も話せる。日本語以外に会話可能な外国語としては、自身のルーツがドイツに遡る事からドイツ語など。母語は英語である。
共和党支持者である。しかし2016年11月におなじドイツ系のドナルド・トランプが共和党候補として大統領選に当選すると、その素質を辛辣に批判した。

## 日本でのエピソード

### 山形弁マスターまで
赴任当時、直属の上司であり山形県教育委員会指導課指導主事の大場登に、神妙な面持ちで「ダニエル君、あなたのその日本語はここ山形では通じないかもしれないんだ」と指摘される。「日本語なら、標準語でも方言でもなんでもかかってこい」と自信満々のカール氏であったが、その自信は、本物の山形弁に直に接したとき木っ端みじんに打ち砕かれることになる。特に地元の老人が交わす会話の内容が全くわからず、たとえば、奥羽線電車内で乗客に教えて貰った駅名を聞き違えて、次の駅まで乗り過ごしてしまったことなど。まるで外国に来てしまったのではないか?と本気で思ったとのこと。しかしながら看板には「やまがた」と平仮名で書いてあり、「日本に地続きの隣国もなければ平仮名を使う国は日本以外にないからここは日本だろう」と思い直したそうである。しかし、周りの人たちが話している言葉は、到底自分が覚えてきた日本語からほど遠く、聞くたび、読むたびに混乱したという。特に、日本語には「ん」で始まる言葉は存在しないと幾度も教わってきたので、山形の人々が、何かにつけて「んだ!」、「んだー!」、「んだべー」などと繰り返し言っていることが、当時の私にとっては、余計に混乱の元となったと言う。（カール氏はそれ以後、山形方言を「ん語」と命名）しかし逆にその驚きがダニエル氏の好奇心をくすぐり、彼をして山形弁に熱中、深入りさせることになる。また、山形県内の中学校や高校を巡回訪問指導するうちに、山形県内には4つの方言地域があり、また、同じ言葉でも用法や意味が異なっていることもあり、不思議だと思い、いつの間にか方言と訛りの収集、学習、習得に熱中してしまったと言う。ある日、カール氏は、またま全国ネットの番組に出演することなったが、自分は山形弁しか喋れない身になっていたいたことを発見し、驚いたという。また、山形弁『ぴったんこカン・カン』であき竹城の郷里である米沢市を旅行したときゲスト出演。カールは得意の山形弁を披露したところ「あたし、この人なにいってるかわからない」と、あき竹城に言われたことがあるとのこと。〈あきさんは米沢市出身で、置賜弁を、カール氏は山形市在住で主に村山弁を話す）最近カール氏は、山形弁は、山形県での仕事以外ではあまり話さず、多くの場合、標準語を山形弁風アクセントで話すことにしていると言う。

### 母語である英語
同じく、日本でタレント活動をするアメリカ人弁護士、ケント・ギルバートと、母語である英語を忘れないために、英会話の練習を共にしているという。
テレビプロデューサーのデーブ・スペクターとは日本語でしか会話をした事がなく、実際、偶然アメリカの空港で出会った時はお互い母国にいながら日本語で会話したというエピソードもある。
英語は母語であり、成人するまで英語圏育ちであるため、当然、英語での会話も流暢にできるが、芸風からか「英語が話せなさそう」な印象を持たれるようで「英語を話したら母国語なのに何故か『すごーい!』とか『英語お上手なんですねぇ』とか言われます（笑）」などと語る事がある。

## 人物
- 山形で、英語教育に従事していた頃は、ヒゲをはやしていた。
- 一時期、「とっつぁんカール」と、呼ばれていたことがある。
- 日本で出会った家系図に興味を持ち、自身の家系図を作る目的でルーツ調査をするうち、ドイツに遠い親戚がいる事が判明し、現在も片言のドイツ語によるメール交換で互いに交流を深めている。

## エネルギー問題について
2010年に読売新聞に4回原発広告のスポンサーとなった「フォーラム・エネルギーを考える」のメンバーで、資源エネルギー庁が企画・作成した放射性廃棄物の地層処分をPRするDVDに出演していた。2010年には茨城県で『全国エネキャラバン in 茨城
もっと知りたい!くらしを支えるエネルギーのこと～放射性廃棄物と地層処分～』に講師として名前が挙げられている。
核燃廃棄物の地層処分PR要員として活動していた事を指摘されると、「そんなでたらめを吹かす前に、もうちっとオラのツィートを見た方が礼儀正しいだと思います」とツイートした。

## 東日本大震災
当初、情報が錯綜し、震災を受けた日本の各自治体が混乱する中、主に東北に在住する在日外国人に向け、的確な情報を伝えるため、インターネット上の動画投稿サイト「ユーチューブ」に日本のニュースを英訳し、自身の言葉で伝えた。その後は、関東地方に在住する在日外国人に向け、同サイトにて同様に日本からのニュースソースを英訳して伝えた。
その中で、在日外国人が日本語のニュースではなく、海外のニュースから日本の現状を把握していることを知るが、海外の情報が、非常に誇大（ヒステリックと表現）なものになっていて、正確性を欠いていると思い、ユーチューブにて海外メディアに向け、情報の訂正と「誇大な間違った情報を、ニュースとして流さないよう」にと訴える動画を順次作成した。
福島県内の学校の屋外プールで水泳授業を許可したニュースに触れ、ツイッターで「福島の子どもたちは屋外プールで泳いでいる。すでに放射線値は安全なものに下がっていると教育委員会が発表した。グッドニュース」と英語でツイートした。これに対して反原発活動家の井上利男は「教育委員会の学校プール使用許可は安全宣伝のため」とコメントした。このコメントに対しカールより「日本の公務員の皆さん、市町村役場の皆さん、日本の子どもたちのことを、どうでもいい、死んででもいいと本気であなたは、そう思っているのだったら、北朝鮮に亡命しろ」と返答されたと井上は述べた。
東日本大震災後には「がんばっぺ! オラの大好きな日本」と題した講演会を全国を回った。

## ドナルド・トランプについて
「共和党支持者の僕ですが、トランプさんが負けたのにグダグダ言っているのは、アメリカ人として恥ずかしい。それどころか、彼が就任してから、日本に住むアメリカ人として、ずっと恥ずかしかったですよ。『大統領がこんなこと言ってますけど、アメリカ人としてどうですか？』って聞かれても説明できなかった。この4年間、日本の皆さんには、本当に申し訳なかった！」と発言した
。

## 出演

### テレビ
ドラマ
- 裸の大将放浪記63 （関西テレビ・フジテレビ系、1993年10月3日）- タートル・カール
- 連続テレビ小説「どんど晴れ」（NHK総合、2007年4月 - 9月） - ビリー・ジョナサン
- のだめカンタービレ in ヨーロッパ（フジテレビ、 2008年1月4日、5日） - ピエール・ド・ブノワ
- 信長のシェフ（テレビ朝日、 2013年1月 - 3月） - ルイス・フロイス
- 愛知発地域ドラマ「黄色い煉瓦〜フランク・ロイド・ライトを騙した男〜」（NHK名古屋制作・NHK BSP、2019年11月27日） - フランク・ロイド・ライト[16]
- 自転車屋さんの高橋くん（2022年） - ダニエル・カール（劇中のTVの声・本人）

情報番組
- すくすく赤ちゃん （NHK教育、1992年4月6日 - 1999年4月3日）
- 今夜もあなたのパートナー （NHK教育、1999年5月21日 - 2001年3月5日）
- 噂の!東京マガジン - TBSテレビ
- J:COM 「江戸川ウマナビ」
- YOUは何しに日本へ?（テレビ東京） - 週替わりナレーター
- おはよう朝日です（朝日放送） - 水曜コメンテーター

語学番組
- 『ロシア語会話』(NHK教育テレビ) - 2004年度(2004年4月～2005年3月)　生徒役で出演。電波に乗ったのは計1年間だが、10月～翌年3月は上半期半年シリーズの再放送。寸劇の舞台は東京・下町の寿司屋で、ダニエル・カールが寿司屋の主人、その妻がロシア語のネイティブスピーカー(演者：エレーナ・ラッソーヒナ)という設定であった。講師は金田一真澄、共演生徒役にさとう珠緒[17]。

### 映画
- ゴジラvsキングギドラ - スピルバーグ少佐 （1991年）[1]
- Fukushima 50 - 在日アメリカ軍将校 ジョニー[18]（2020年）

### ラジオ
- ダニエル・カールのPopcorn Club（TBSラジオ）

### CM
- アサンテ
- CTC企業広告 グラフィック
- KDD ファミリートーク
- サンヨー食品 サッポロ一番・みそラーメン
- ナショナル 炊飯器にっぽん炊き
- 炊き／山形米 はえぬき・どまんなか（ナレーション）
- 砂糖を科学する会（ラジオ、2000年頃）

## 出版/著書
- 「ダニエル・カールの国際交流入門」（ぎょうせい）
- 「超・日本人のススメ」（ミニワールド）
- 「ダニエル先生　ヤマガタ体験記」
- 「超簡単 トラベル英会話」（マガジンハウス）
- 「オラが心の日本アメリカ」（NHK出版）
- 「使える英語はこう学ぶ」（CD付き、東京書籍）
- 「ダニエルさんち(家)のファミリー英会話 CD付 ~ワイワイガヤガヤ 楽しいネイティブイングリッシュ」（ビジネス社）
- 「ジャパングリッシュ DAMEDAS講座―なぜか“英語ツウ”になれちゃう」（東峰書房）